# Status-quo-Verzerrung
Die Status-quo-Verzerrung (auch Tendenz zum Status quo genannt) ist eine kognitive Verzerrung, die zu einer übermäßigen Bevorzugung des Status quo gegenüber Veränderungen führt. Anders ausgedrückt wollen Menschen, dass die Dinge ungefähr so bleiben, wie sie sind, auch wenn dies für sie von Nachteil sein kann.
Der Sachverhalt wurde in verschiedenen Fachgebieten erforscht, einschließlich der Politikwissenschaft und Wirtschaftswissenschaft.

## Geschichte
William Samuelson und Richard Zeckhauser schufen in einer 1988 veröffentlichten Arbeit die Grundlagen für die Untersuchung des Phänomens und prägten die Bezeichnung status quo bias (Status-quo-Verzerrung). Daniel Kahneman, Richard Thaler und Jack Knetsch führten Experimente durch, die diesen Effekt zuverlässig erzielen konnten. Sie führen die Tendenz zurück auf eine Kombination der Verlustaversion und des Endowment-Effekts – zwei für die Prospect Theory maßgebliche Ideen.

## Verschiedene Beispiele
Eine Reihe kognitiver Verzerrungen kann zu einer Status-Quo-Verzerrung beitragen oder als eine spezielle Status-Quo-Verzerrung aufgefasst werden. Eingeteilt entlang der Schritte von der Einsicht, dass Änderungen notwendig sind, bis hin zur vollen Berücksichtigung der Handlungsmöglichkeiten:
Erkennen und Einschätzen einer Änderungsnotwendigkeit:
Mangelnde Einsicht in die Notwendigkeit von Änderungen kann durch die überoptimistische Annahmen hervorgerufen werden, dass etwas besser ausgehen wird als objektiv anzunehmen ist (optimism bias). Wahrscheinlichkeitsvernachlässigung kann Überoptimismus begünstigen. Das leichtere Erinnern naher und kürzlich vergangener Ereignisse kann zu deren Überbewertung führen (Verfügbarkeitsheuristik). In ihrer extremen Form wird diese Verzerrung zur Truthahn-Illusion, die mögliche negative Ereignisse ausschließt, weil man sie noch nie erlebt hat. Auch inkonsistente Zeitpräferenzen, die gegenwärtigen Nutzen und gegenwärtige Kosten überbewerten, können eine Änderung als von zu geringem Nutzen erscheinen lassen.
Annehmen eigener Verantwortung:
Mehrere kognitive Verzerrungen können dazu führen, die eigene Verantwortung für Entscheidungen und Handelungen falsch einzuschätzen; dann zieht man die notwendigen Konsequenzen nicht, auch wenn man von der Sinnhaftigkeit einer Änderung überzeugt ist. Handlungen, die einzeln einen nur sehr kleinen Effekt haben, werden manchmal fälschlicherweise ganz vernachlässigt, auch wenn sie in Summe bedeutsam sind (peanut effect). Verantwortungsdiffusion lässt Menschen zögern, eine Aufgabe zu übernehmen, in der Erwartung, dass andere das tun; Selbstwertdienliche Verzerrungen lassen Menschen erwarten, dass andere mehr tun als sie selbst.
Einschätzung der Machbarkeit einer Änderung:
Einige kognitive Verzerrungen können eine Änderung schwieriger erscheinen lassen als sie ist, möglicherweise als überwältigend schwierig. Eine Schwelle zwischen als notwendig erachteten neuen auf der einen und den bestehenden Überzeugungen und Verhaltensweisen auf der anderen Seite verursacht eine unangenehme kognitive Dissonanz, zugleich ist es anstrengend Überzeugungen und Verhalten zu ändern. Hier besteht die Gefahr, in der eigenen Vorstellung die Außenwelt an die eigenen Vorstellungen anzupassen, ihnen widersprechende Informationen zu vermeiden und so die Änderung als nicht machbar betrachten zu können. Im Extremfall wird ein Problem ganz ignoriert und der Kopf in den Sand gesteckt (ostrich effect). Ähnlich, wie Menschen beim peanut effect kleine Folgen von Handlungen missachten, können sie ihr eigenes Potenzial zu Änderungen beizutragen unterschätzen, weil der eigene Beitrag von den Wirkungen entkoppelt zu sein scheint, die eigenen Möglichkeiten vergleichsweise gering zu sein scheinen. Im Extremfall führt dies zu Fatalismus.
Emotionale Einstellung zu Änderungen:
Viele Menschen haben eine Verlustaversion: Sie bewerten Verluste höher als entgangene Gewinne und es fällt ihnen schwer versunkene Kosten zu akzeptieren. Sie bewerten etwas, das sie bereits haben, höher als die Neubeschaffung ihnen wert wäre (Endowment-Effekt). Aktive Zustimmung zu einem Verlust ist für viele problematischer, als ihn einfach geschehen zu lassen (Omission Bias).
Berücksichtigung aller Handlungsmöglichkeiten:
Der Default-Effekt führt dazu, dass die Möglichkeit außer Acht gelassen wird, sich aktiv für eine Alternative zu entscheiden; Gewohnheiten lassen Menschen ebenfalls in ihrem Verhalten beharren. Die Existenzverzerrung (existence bias) lässt Menschen etwas als gut bewerten allein deshalb, weil es existiert. Je länger es existiert, als umso besser wird es angesehen.